# Le Snobs
Le Snobs sono state un girl group vocale e strumentale di musica leggera italiana della casa discografica Durium attivo per breve periodo durante gli anni sessanta. Nel pieno dell'ondata della british invasion e della musica beat e rhythm and blues, le Snobs hanno costituito, con il loro repertorio melodico, e sia pure brevemente, la risposta italiana a gruppi omologhi provenienti dagli Stati Uniti d'America come Supremes, Ikettes, The Ronettes, Crystals o Marvelettes.

## Storia
Ha iniziato l'attività artistica suonando in caffè concerto e navi da crociera dapprima con il nome di Sette Note e, successivamente, con quello di Atlantic. Sono state scoperte da Marcello Minerbi, bandleader del gruppo dei Los Marcellos Ferial.
Componenti del quartetto erano tre sorelle e un'amica di Desenzano del Garda: Annamaria, Ornella e Renata Giusti e Gianna Raffa. Tutte minorenni (eccetto una) al momento del debutto, figlie di Ruggero Giusti, insegnante di musica che diventa loro manager e fa loro da consigliere ed accompagnatore, hanno una preparazione musicale di tutto rispetto. Studiano infatti in conservatorio: Gianna, Renata ed Ornella il pianoforte, mentre la minore delle tre sorelle, Annamaria, il violino. Presentate in un articolo del Giornale di Brescia come le quattro sorelle Giusti, non smentiscono la circostanza fino al 2009 quando partecipano come ospiti, il 13 gennaio, alla trasmissione televisiva Festa italiana.
Con il primo singolo inciso nel 1965 - Amore ti ricordi (testo di Beppe Cardile, musica di Marcello Minerbi, arrangiatore Durium e componente dei Los Marcellos Ferial) - raggiungono un discreto successo. Grazie anche a passaggi in trasmissioni televisive, il disco (che aveva come lato B il brano western La ballata di Johnny McRae) raggiunge le cinquantamila copie. La canzone viene portata anche al Cantagiro 1965.

Il gruppo musicale de Le Snobs era costituito da tre sorelle ed un'amica

Il secondo singolo inciso comprendeva Non ci pensare più (cover di Do What You Do Do Well di Ned Miller, su testo di Giorgio Calabrese) con sul lato B Ritorneranno i giorni belli (di Gentile-Lentini); con Non ci pensare più partecipano al festival di Pesaro.
Segue l'incisione di altri singoli: Shalalalala / Non so cosa farei senza di te; Dicci come finì (cover del brano r&b delle The Ikettes Peaches 'n' Cream) / Lettera bruciata; Viaregginella, dedicata al Carnevale di Viareggio.
Dopo circa tre anni di attività al gruppo e dopo l'incisione di un long playing dal titolo Piper Style, ispirato alla moda dettata dal celebre locale romano Piper Club, venne proposto di intraprendere un'attività teatrale nella compagnia di Macario ma il padre-consigliere preferì rinunciare all'opportunità ritirando le figliole dal mondo dello spettacolo.
Fra le partecipazioni televisive figura quella a La fiera dei sogni, presentata da Mike Bongiorno.

## Discografia

### Singoli
- 1965: Amore ti ricordi/La storia di Johnny McRea (Durium, CN A 9153)
- 1965: Non ci pensare più/Ritorneranno i giorni belli (Durium, CN A 9160)
- 1965: Sha la la la la/Non so cosa farei senza di te (Durium, CN A 9172)
- 1966: Viaregginella/Non so cosa farei senza di te (Durium, CN A 9174)
- 1966: Dicci come finì/Lettera bruciata (Durium, CN A 9202

### Partecipazioni
- 1965: Piper Style (Durium, ms pr. 77128; con altri esecutori della Durium)
- 1965: Estate (Durium, ms A 77100: con altri esecutori Durium)